# San Marinees voetbalelftal in 2003
Het San Marinees voetbalelftal speelde in totaal zes interlands in het jaar 2003, waarvan vijf wedstrijden in de kwalificatiereeks voor de EK-eindronde 2004 in Portugal. De ploeg stond onder leiding van Giampaolo Mazza, die oud-international Massimo Bonini in 1998 was opgevolgd. Op de FIFA-wereldranglijst zakte de dwergstaat in 2003 van de 161ste (januari 2003) naar de 162ste plaats (december 2003).

## Balans
| Wedstrijden | Wedstrijden | Wedstrijden | Wedstrijden | Doelpunten | Doelpunten | Doelpunten | Punten |
| Gespeeld    | Winst       | Gelijk      | Verlies     | Voor       | Tegen      | Saldo      | Punten |
| ----------- | ----------- | ----------- | ----------- | ---------- | ---------- | ---------- | ------ |
| 6           | 0           | 1           | 5           | 2          | 26         | –24        | 0.167  |

## Interlands
|                                                           |                                                                                                  |       |            |                                                                                          |
| 2 april EK-kwalificatie № 63 «onderlinge duels» 20:00 uur | Polen                                                                                            | 5 – 0 | San Marino | Stadion Sportowy KSZO, Ostrowiec Toeschouwers: 8.500 Scheidsrechter: Loizos Loizou (CYP) |
| 2 april EK-kwalificatie № 63 «onderlinge duels» 20:00 uur | Mirosław Szymkowiak 4' Kamil Kosowski 26' Marcin Kuzba 54' Bartosz Karwan 81' Marcin Kuzba 90+3' |       |            | Stadion Sportowy KSZO, Ostrowiec Toeschouwers: 8.500 Scheidsrechter: Loizos Loizou (CYP) |

|                                                            |                                                                    |       |            |                                                                             |
| 30 april EK-kwalificatie № 64 «onderlinge duels» 18:00 uur | Letland                                                            | 3 – 0 | San Marino | Skonto Stadion, Riga Toeschouwers: 7.500 Scheidsrechter: Hubert Byrne (IRL) |
| 30 april EK-kwalificatie № 64 «onderlinge duels» 18:00 uur | Andrejs Prohorenkovs 10' Imants Bleidelis 21' Imants Bleidelis 75' |       |            | Skonto Stadion, Riga Toeschouwers: 7.500 Scheidsrechter: Hubert Byrne (IRL) |

|                                                          |            | |        |                                                                                     |
| 7 juni EK-kwalificatie № 65 «onderlinge duels» 20:00 uur | San Marino | 0 – 6 | Zweden | Stadio Olimpico, Serravalle Toeschouwers: 2.184 Scheidsrechter: Dejan Delević (SCG) |
| 7 juni EK-kwalificatie № 65 «onderlinge duels» 20:00 uur |            | 16' Mattias Jonson 52' Marcus Allbäck 55' Fredrik Ljungberg 60' Mattias Jonson 71' Mattias Jonson 86' Marcus Allbäck |        | Stadio Olimpico, Serravalle Toeschouwers: 2.184 Scheidsrechter: Dejan Delević (SCG) |

|                                                           |            |                                                                                                  |           |                                                                                   |
| 11 juni EK-kwalificatie № 66 «onderlinge duels» 20:00 uur | San Marino | 0 – 5                                                                                            | Hongarije | Stadio Olimpico, Serravalle Toeschouwers: 1.410 Scheidsrechter: Kenny Clark (SCO) |
| 11 juni EK-kwalificatie № 66 «onderlinge duels» 20:00 uur |            | 5' Zoltán Böőr 21' Krisztián Lisztes 61' Krisztián Kenesei 77' Imre Szabic 81' Krisztián Lisztes |           | Stadio Olimpico, Serravalle Toeschouwers: 1.410 Scheidsrechter: Kenny Clark (SCO) |

|                                                                 |                                     |       |                                       |                                                                                  |
| 20 augustus Vriendschappelijk № 67 «onderlinge duels» 19:30 uur | Liechtenstein                       | 2 – 2 | San Marino                            | Rheinpark Stadion, Vaduz Toeschouwers: 850 Scheidsrechter: Guido Wildhaber (SUI) |
| 20 augustus Vriendschappelijk № 67 «onderlinge duels» 19:30 uur | Mario Frick 16' Franz Burgmeier 23' |       | 39' Bryan Gasperoni 45' Nicola Ciacci | Rheinpark Stadion, Vaduz Toeschouwers: 850 Scheidsrechter: Guido Wildhaber (SUI) |

|                                                               | |       |            |                                                                           |
| 6 september EK-kwalificatie № 68 «onderlinge duels» 16:00 uur | Zweden | 5 – 0 | San Marino | Ullevi, Göteborg Toeschouwers: 31.098 Scheidsrechter: Stefan Meßner (AUT) |
| 6 september EK-kwalificatie № 68 «onderlinge duels» 16:00 uur | Mattias Jonson 33' Andreas Jakobsson 49' Zlatan Ibrahimović 56' Kim Källström 68' (pen.) Zlatan Ibrahimović 83' (pen.) |       |            | Ullevi, Göteborg Toeschouwers: 31.098 Scheidsrechter: Stefan Meßner (AUT) |

## FIFA-wereldranglijst
| JAN | FEB | MAR | APR | MEI | JUN | JUL | AUG | SEP | OKT | NOV | DEC |
| --- | --- | --- | --- | --- | --- | --- | --- | --- | --- | --- | --- |
| 161 | 161 | 162 | 164 | 163 | 161 | 163 | 158 | 158 | 158 | 158 | 162 |

## Statistieken
| Federico Gasperoni   | 1976-09-10 | AS Urbino           | 6 | 0 | 0 |
| Verdediging          |            |                     |   |   |   |
| Nicola Albani        | 1981-04-15 | SS Murata           | 6 | 0 | 0 |
| Simone Bacciocchi    | 1977-01-22 | SP Domagnano        | 6 | 0 | 0 |
| Damiano Vannucci     | 1977-07-30 | SS Virtus           | 6 | 0 | 0 |
| Mirco Gennari        | 1966-03-29 | SS Virtus           | 3 | 1 | 0 |
| Mauro Marani         | 1975-03-09 | SS Pennarossa       | 2 | 0 | 0 |
| Federico Crescentini | 1982-04-13 | SS Virtus           | 1 | 0 | 0 |
| Vittorio Valentini   | 1973-10-09 | SC Faetano          | 1 | 0 | 0 |
| Luca Nanni           | 1978-12-12 | SS Murata           | 0 | 2 | 0 |
| Middenveld           |            |                     |   |   |   |
| Ivan Matteoni        | 1971-08-21 | SP Tre Fiori        | 5 | 0 | 0 |
| Carlo Valentini      | 1982-03-15 | SP Domagnano        | 4 | 0 | 0 |
| Bryan Gasperoni      | 1974-09-26 | SS Murata           | 3 | 2 | 1 |
| Lorenzo Moretti      | 1979-08-20 | Sant'Ermete Calcio  | 3 | 2 | 0 |
| Ermanno Zonzini      | 1974-04-01 | AC Juvenes/Dogana   | 2 | 2 | 0 |
| Michele Marani       | 1982-11-16 | AS Real Misano      | 2 | 0 | 0 |
| Riccardo Muccioli    | 1974-08-27 | SC Faetano          | 2 | 0 | 0 |
| Alex Gasperoni       | 1984-06-30 | CC San Pietro Terme | 1 | 0 | 0 |
| Michele Moretti      | 1981-10-26 | AC Juvenes/Dogana   | 1 | 0 | 0 |
| Roberto Selva        | 1981-01-02 | AC Juvenes/Dogana   | 0 | 1 | 0 |
| Aanval               |            |                     |   |   |   |
| Paolo Montagna       | 1976-05-28 | AC Juvenes/Dogana   | 5 | 1 | 0 |
| Andy Selva           | 1976-05-25 | SPAL 1907 Ferrara   | 4 | 1 | 0 |
| Marco De Luigi       | 1978-03-21 | SS Murata           | 1 | 3 | 0 |
| Nicola Ciacci        | 1982-07-07 | PS Forsempronese    | 1 | 0 | 1 |
| Manuel Marani        | 1984-06-07 | SP Tre Fiori        | 1 | 0 | 0 |
| Alan Toccaceli       | 1983-04-14 | AC Libertas         | 0 | 1 | 0 |
| Andrea Ugolini       | 1974-07-23 | SS Virtus           | 0 | 1 | 0 |

FSGC · A-internationals · Bondscoaches · Statistieken · San Marino U21 · San Marino U19 · San Marino U18 · San Marino U17 · San Marino U16
1986 – 1989 · 1990 – 1999 · 2000 – 2009 · 2010 – 2019 · 2020 – 2029
2000 · 2001 · 2002 · 2003 · 2004 · 2005 · 2006 · 
Albanië · 
Andorra ·
Azerbeidzjan ·
België · 
Bosnië en Herzegovina · 
Bulgarije ·
Canada ·
Cyprus ·
Denemarken ·
Duitsland · 
Engeland · 
Estland · 
Faeröer · 
Finland · 
Gibraltar · 
Griekenland · 
Hongarije · 
Ierland · 
IJsland ·
Israël · 
Italië · 
Kaapverdië ·
Kazachstan ·
Kosovo ·
Kroatië · 
Letland · 
Libanon · 
Liechtenstein · 
Litouwen · 
Luxemburg ·
Malta ·
Moldavië ·
Montenegro ·
Nederland · 
Noord-Ierland · 
Noorwegen ·
Oekraïne ·
Oostenrijk · 
Polen · 
Roemenië · 
Rusland · 
Saint Kitts en Nevis ·
Saint Lucia ·
Schotland · 
Servië en Montenegro · 
Seychellen ·
Slovenië · 
Slowakije · 
Spanje · 
Syrië ·
Tsjechië · 
Turkije · 
Wales · 
Wit-Rusland · 
Zweden · 
Zwitserland
Nederland (2011)